# Seddera suffruticosa
Seddera suffruticosa är en vindeväxtart som först beskrevs av Schinz, och fick sitt nu gällande namn av Hallier f. Seddera suffruticosa ingår i släktet Seddera och familjen vindeväxter. Inga underarter finns listade i Catalogue of Life.